# Heterorrhina sexmaculata
Heterorrhina sexmaculata är en skalbaggsart som beskrevs av Fabricius 1801. Heterorrhina sexmaculata ingår i släktet Heterorrhina och familjen Cetoniidae.

## Underarter
Arten delas in i följande underarter:
- H. s. imperatrix
- H. s. dohrni

## Bildgalleri

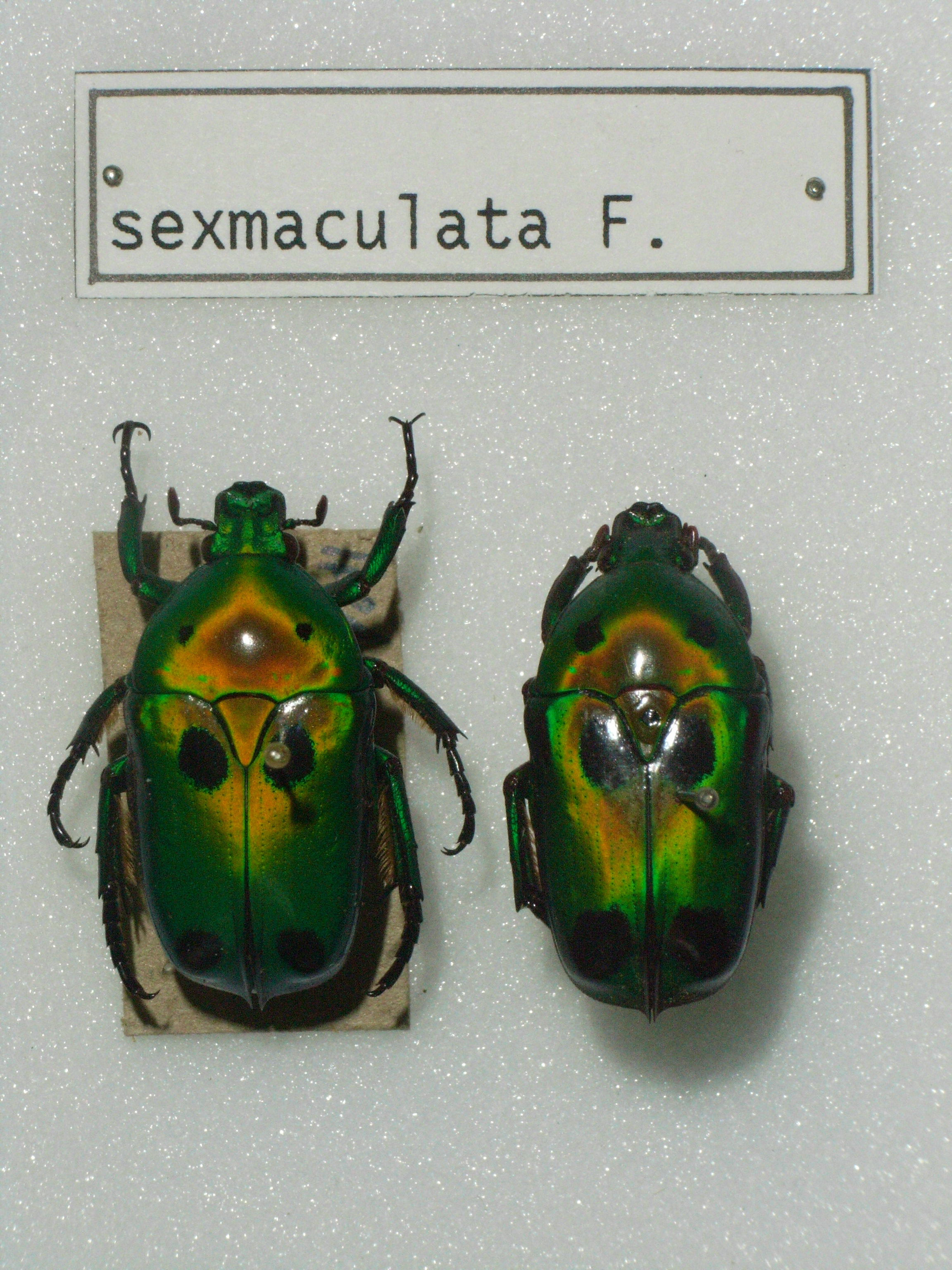